# Бен Јангс
Бен Јангс (енгл. Ben Youngs; 5. септембар 1989) професионални је енглески рагбиста, који тренутно игра за рагби јунион тим Лестер Тајгерс.

## Биографија
Бен Јангс је рођен у Норичу, његов отац Ник је био рагби репрезентативац Енглеске, а и његов брат Том Јангс је такође професионални рагбиста. Висок 178цм, тежак 92кг, Бен Јангс игра на позицији број 9 - деми. За Лестер Тајгерсе Јангс је одиграо 161 утакмицу и постигао 138 поена. У јуну 2010. Јангс је дебитовао за Енглеску против Аустралије у Сиднеју и поситигао есеј после сјајног соло продора. За енглеску рагби јунион репрезентацију Јангс је одиграо 51 тест меч, постигао је 45 поена и помогао је екипи да освоје Куп шест нација 2011.